# Eugène Walaschek
Eugène Walaschek, noto anche come Eugen Walaschek (Mosca, 20 giugno 1916 – 22 marzo 2007), è stato un calciatore e allenatore di calcio svizzero, di ruolo attaccante.
Con la maglia della sua Nazionale ha preso parte ai Mondiali del 1938, mettendo a segno una rete.